# Patricio miró a una estrella
Patricio miró a una estrella es una película española de 1935, dirigida por José Luis Sáenz de Heredia. El propio Sáenz de Heredia fue quien escribió el guion de la película, que se grabó en blanco y negro con música de Maestro Fandiño y fotografía de Serafín Ballesteros.

## Elenco
- Antonio Vico Camarero
- Rosita Lacasa
- Manuel París
- Francisco Melgares
- José Alburquerque
- María Valenti
- Lolita Gómez
- Manuel Arbó
- Manuel Cortés
- Erasmo Pascual
- Pilar Casteig
- Ramón Camarero
- Edmundo Barbero
- José González Blanco
- Luis Cuesta